# Campeonato de Primera A 2014-15 (ACF)
La temporada 2014/15 de la Primera A fue la nonagésima sexta (96a) edición de la primera categoría de la Asociación Cruceña de Fútbol. Se dividió en dos etapas: la primera, que es una etapa de clasificación (que consta de dos ruedas), y una etapa final.
El campeón fue Guabirá, que consiguió su séptimo título en esta categoría luego de derrotar por dos goles a cero en la final a Royal Pari.

## Formato
Esta temporada se dividió en dos etapas: la etapa de clasificación y la liguilla final.
La etapa de clasificación se disputa en dos ruedas. La clasificación final se establece teniendo en cuenta los puntos obtenidos en cada enfrentamiento, a razón de tres por partido ganado, uno por empate y ninguno en caso de derrota. Los primeros seis ubicados al finalizar las dos ruedas acceden directamente a la liguilla final.
Los dos primeros ubicados en esta última juegan un partido extra, el ganador se corona campeón de la temporada y clasifica al Nacional B 2015-16, mientras que el perdedor clasifica a la Copa Bolivia 2015.

## Equipos participantes
| Club                | Ciudad                  | Estadio                         | Capacidad | Fundación                          | 2013/14        |
| ------------------- | ----------------------- | ------------------------------- | --------- | ---------------------------------- | -------------- |
| 24 de Septiembre    | Santa Cruz de la Sierra | -                               | -         | 24 de septiembre de 1969           | 9°             |
| Argentinos Juniors  | Santa Cruz de la Sierra | -                               | -         | 24 de abril de 1975                | 6°             |
| Calleja             | Santa Cruz de la Sierra | -                               | -         | 1966                               | 5°             |
| Destroyers          | Santa Cruz de la Sierra | Estadio Ramón Tahuichi Aguilera | 38.500    | 14 de septiembre de 1948           | 1°             |
| El Torno FC         | El Torno                | Estadio Municipal El Torno      | ¿?        | 23 de enero de 2005                | 2°             |
| Guabirá             | Montero                 | Estadio Gilberto Parada         | 18.000    | 14 de abril de 1962                | (LFPB) 10°     |
| Libertad            | Santa Cruz de la Sierra | -                               | -         | 27 de mayo de 1965                 | 11°            |
| Máquina Vieja       | Santa Cruz de la Sierra | -                               | -         | 1967                               | 8°             |
| Oriente Petrolero B | Santa Cruz de la Sierra | Estadio Ramón Tahuichi Aguilera | 38.500    | 5 de noviembre de 1955             | 4°             |
| Real América        | Santa Cruz de la Sierra | -                               | -         | 12 de octubre de 1968              | 10°            |
| Real Santa Cruz     | Santa Cruz de la Sierra | Estadio Juan Carlos Durán       | 25.000    | 3 de mayo de 1962                  | 7°             |
| Royal Pari FC       | Santa Cruz de la Sierra | -                               | -         | 14 de septiembre de 2013 (refund.) | (Primera B) 1° |
| Universidad         | Santa Cruz de la Sierra | -                               | -         | 24 de abril de 1954                | 3°             |

## Ascensos y descensos
| Posición | Equipos ascendidos de Primera B 2013-14 |
| -------- | --------------------------------------- |
| 1º       | Royal Pari FC                           |

| Posición | Equipos descendidos de Primera A 2013-14 |
| -------- | ---------------------------------------- |
| 12º      | Deportivo Tarumá                         |

## Primera etapa

### Tabla de posiciones
| Pos. | Equipo              | Pts. | PJ | PG | PE | PP | GF | GC | Dif. |
| ---- | ------------------- | ---- | -- | -- | -- | -- | -- | -- | ---- |
| 01.º | Guabirá             | 49   | 24 | 15 | 4  | 5  | 46 | 24 | 22   |
| 02.º | Royal Pari FC       | 46   | 24 | 15 | 1  | 8  | 43 | 24 | 19   |
| 03.º | Oriente Petrolero B | 42   | 24 | 13 | 3  | 8  | 40 | 33 | 7    |
| 04.º | Destroyers          | 41   | 24 | 12 | 5  | 7  | 40 | 31 | 9    |
| 05.º | Universidad         | 35   | 24 | 8  | 11 | 5  | 26 | 21 | 5    |
| 06.º | Libertad            | 35   | 24 | 10 | 5  | 9  | 33 | 40 | −7   |
| 07.º | Real Santa Cruz     | 32   | 24 | 9  | 5  | 10 | 32 | 28 | 4    |
| 08.º | Real América        | 32   | 24 | 9  | 5  | 10 | 38 | 44 | −6   |
| 09.º | El Torno FC         | 31   | 24 | 8  | 7  | 9  | 35 | 37 | −2   |
| 10.º | 24 de Septiembre    | 27   | 24 | 8  | 3  | 13 | 31 | 41 | −10  |
| 11.º | Calleja             | 23   | 24 | 6  | 5  | 13 | 38 | 54 | −16  |
| 12.º | Argentinos Juniors  | 22   | 24 | 6  | 4  | 14 | 36 | 47 | −11  |
| 13.º | Máquina Vieja       | 22   | 24 | 6  | 4  | 14 | 29 | 43 | −14  |

|  | Clasifican para la liguilla final.              |
|  | Juegan un partido de desempate por el descenso. |

#### Desempate por el descenso
| Club               | Resultado |
| ------------------ | --------- |
| Argentinos Juniors | 3         |
| Máquina Vieja      | 2         |

|  | Máquina Vieja desciende a Primera B 2015-16. |

## Liguilla final

### Tabla de posiciones
| Pos. | Equipo              | Pts. | PJ | PG | PE | PP | GF | GC | Dif. |
| ---- | ------------------- | ---- | -- | -- | -- | -- | -- | -- | ---- |
| 01.º | Guabirá             | 12   | 5  | 4  | 0  | 1  | 12 | 3  | 9    |
| 02.º | Royal Pari FC       | 12   | 5  | 4  | 0  | 1  | 11 | 6  | 5    |
| 03.º | Universidad         | 7    | 5  | 2  | 1  | 2  | 6  | 10 | −4   |
| 04.º | Destroyers          | 6    | 5  | 2  | 0  | 3  | 9  | 8  | 1    |
| 05.º | Oriente Petrolero B | 4    | 5  | 1  | 1  | 3  | 6  | 10 | −4   |
| 06.º | Libertad            | 3    | 5  | 1  | 0  | 4  | 4  | 11 | −7   |

|  | Definen el título en un partido de desempate. |

### Definición del campeonato
| 6 de julio de 2015 | Guabirá                        | 2:0 (1:0) | Royal Pari FC | Samuel Vaca Jiménez, Warnes    |                                |
|                    | Gary Paz 21' · Pedro Siles 90' | Reporte   |               | Asistencia: 2.000 espectadores | Asistencia: 2.000 espectadores |

## Goleador
| Jugador         | Equipo   | Goles |
| --------------- | -------- | ----- |
| William Álvarez | Libertad | 13    |